# Schistophleps subtilis
Schistophleps subtilis là một loài bướm đêm thuộc phân họ Arctiinae, họ Erebidae.